# کوه راجاچ
کوه راجاچ (به صربی: Mount Rajac) یک کوه در صربستان است که در صربستان واقع شده‌است. کوه راجاچ ۸۴۸ متر بالاتر از سطح دریا واقع شده‌است.